# Zoo del Bronx
El Bronx Zoo és un zoo de renom mundial, situat al Bronx Park, a New York. Va obrir les portes el 8 de novembre de 1899, i protegia aleshores 843 animals. Els objectius d'aquest zoo eren de fer progressar els estudis zoològics, de protegir espècies salvatges, i d'educar els visitants. Els edificis que el componen estan inspirats en l'arquitectura de les Belles Arts.
El zoo del Bronx ha estat un dels primers zoos d'Amèrica del Nord a col·locar els animals en decorats naturals més aviat que en gàbies, el que ha permès barrejar les espècies, tot instal·lant-los en un medi ambient proper al natural. Existeixen tanmateix separacions destinades a evitar que depredadors i preses eventuals es barregin, tals com fossats, o reixes. Tot i això, per raons estètiques, aquestes barreres no són sempre visibles.
El zoo del Bronx és conegut pel Wild Asia Tramway, un monorail a partir del qual els espectadors poden veure els animals asiàtics de molt a prop, i per Jungleworld, exposició interior de plantes i d'espècies animals provenint dels boscos tropicals humits. Pel que fa als primats, el zoo ofereix als espectadors la Congo Gorilla Forest, que és el major bosc tropical artificial del món, amb 2.63 hectàrees (6.5 acres) de superfície, i que apunta a la protecció de les espècies; el preu de l'entrada està destinat a aquesta finalitat.
El Bronx Zoo pertany i és administrat per la Wildlife Conservation Society, que s'ocupa també del New York Aquarium i del zoo de Central Park.